# Велике Жереб’ятниково
Велике Жереб’ятниково (рос. Большое Жеребятниково) — село в Майнському районі Ульяновської області Російської Федерації.
Населення становить 284 особи. Входить до складу муніципального утворення Майнське міське поселення.

## Історія
Від 2004 року входить до складу муніципального утворення Майнське міське поселення.

## Населення
| 2010 |
| ---- |
| 284  |